# Roland Kent LaVoie
Roland Kent LaVoie (artistnamn Lobo), född 31 juli 1943 i Tallahassee, Florida, är en amerikansk sångare och låtskrivare. Han var på 1960-talet med i en hel del musikgrupper, men ingen av dem var framgångsrika. Han började spela in solomaterial 1969 under sitt riktiga namn. Att han tog artistnamnet Lobo var för att undvika one-hit wonder-status med sin singel "Me and You and a Dog Named Boo" som han släppte 1971. Singeln nådde plats #5 på billboardlistans singellista. I Sverige blev låten en långvarig Tio i topp-hit. Året därpå kom nästa hit, "I'd Love You to Want Me" vilken blev hans största amerikanska hit, och även den stor i Sverige. 1973 hade han mindre framgångar med låtarna "How Can I Tell" och "Don't Expect Me to be Your Friend". Lobo fortsatte som aktiv artist under resten av 1970-talet och hade en del adekvata hits.

## Diskografi, album
- Introducing Lobo (1972)
- Of a Simple Man (1972)
- Calumet (1973)
- Just a Singer (1974)
- A Cowboy Afraid of Horses (1975)
- Lobo (1979)